# Мієлєро рудогорлий
Мієлєро рудогорлий (Conopophila rufogularis) — вид горобцеподібних птахів родини медолюбових (Meliphagidae). Ендемік Австралії.

## Опис
Довжина птаха становить 11-14,5 см. Самці важать 8,5-13,9 г, самиці 8,2-13. Голова і верхня частина тіла сірувато-коричневі, крила і хвіст темно-коричневі. Махові і стернові пера жовтуваті. Горло рудувато-коричневе, нижня частина тіла білувата. Дзьоб і лапи темні.

## Поширення і екологія
Рудогорлі мієлєро мешкають на півночі Австралії, від Восьмидесятимильного Пляжу в Західній Австралії до Національного парку Конвей на північному сході Квінсленду, за винятком північної частини Кейп-Йорку. Вони живуть в сухих саванах і в сухих чагарникових заростях (скребі), а також в мангрових заростях і парках.